# 阿爾貝一世 (那慕爾)
阿爾貝一世（法語：Albert Ier de Namur，？—1011年），那慕爾伯爵，羅貝爾一世之子，981年至1011年在位。

## 家庭
阿爾貝一世的妻子是下洛林公爵查理的女兒艾爾門加德，兩人共有兩個兒子：
1. 羅貝爾二世
2. 阿爾貝二世